# Faverolles (Haute-Marne)
Faverolles település Franciaországban, Haute-Marne megyében. Lakosainak száma 96 fő (2022. január 1.). Faverolles Beauchemin, Marac, Marnay-sur-Marne, Rolampont, Vesaignes-sur-Marne és Villiers-sur-Suize községekkel határos.

## Népesség
A település népességének változása:
| Lakosok száma | 108  | 98   | 106  | 118  | 111  | 104  | 101  | 96   | 96   | 96   |
|               | 1968 | 1982 | 1990 | 2006 | 2013 | 2015 | 2017 | 2019 | 2020 | 2022 |